# Моята голяма луда гръцка сватба
„Моята голяма луда гръцка сватба“ (на английски: My Big Fat Greek Wedding) е канадско-американски романтична комедия от 2002 г. на режисьора Джоел Зуик. Сценарият е написан от Ния Вардалос, която изпълнява и главната роля във филма. През 2016 г. излиза продължението „Моята голяма луда гръцка сватба 2“.

## Актьорски състав
| Актьор            | Роля                    |
| ----------------- | ----------------------- |
| Ния Вардалос      | Фотула Портокалос-Милър |
| Джон Корбет       | Иън Милър               |
| Лейни Казан       | Мария Портокалос        |
| Майкъл Константин | Костас Портокалос       |
| Андреа Мартин     | леля Вула               |

## Награди и номинации
| Категория                                                 | Номиниран(и)                         | Резултат                |
| Оскар (23 март 2003 г.)                                   | Оскар (23 март 2003 г.)              | Оскар (23 март 2003 г.) |
| --------------------------------------------------------- | ------------------------------------ | ----------------------- |
| Най-добър оригинален сценарий                             | Ния Вардалос                         | номинация               |
| Златен глобус (19 януари 2003 г.)                         |                                      |                         |
| Най-добър филм – мюзикъл или комедия                      | Най-добър филм – мюзикъл или комедия | номинация               |
| Най-добра актриса в мюзикъл или комедия                   | Ния Вардалос                         | номинация               |
| Сателит (12 януари 2003 г.)                               |                                      |                         |
| Най-добър филм – мюзикъл или комедия                      | Най-добър филм – мюзикъл или комедия | награда                 |
| Най-добър актьор в поддържаща роля в мюзикъл или комедия  | Майкъл Константин                    | награда                 |
| Най-добър адаптиран сценарий                              | Ния Вардалос                         | номинация               |
| Най-добра актриса в мюзикъл или комедия                   | Ния Вардалос                         | номинация               |
| Най-добра актриса в поддържаща роля в мюзикъл или комедия | Лейни Казан                          | номинация               |